# Касллайонс
Касллайонс (англ. Castlelyons; ирл. Caisleán Ó Liatháin) — деревня в Ирландии, находится в графстве Корк (провинция Манстер).

## Демография
Население — 203 человека (по переписи 2006 года). В 2002 году население составляло 211 человек.
Данные переписи 2006 года:
| Общие демографические показатели |               |                               |                               |      |      |
| Всё население                    | Всё население | Изменения населения 2002—2006 | Изменения населения 2002—2006 | 2006 | 2006 |
| 2002                             | 2006          | чел.                          | %                             | муж. | жен. |
| 211                              | 203           | −8                            | −3,8                          | 114  | 89   |